# Марвін Пірінгер
Марвін Пірінгер (нім. Marvin Pieringer, нар. 4 жовтня 1999, Метцинген, Німеччина) — німецький футболіст, нападник клубу «Гайденгайм».

## Ігрова кар'єра
Свою кар'єру футболіста Марвін Пірінгер починав у клубі «Ройтлінген» у 2017 році, з яким грав в Регіональній лізі. У 2018 році він перейшов до «Фрайбурга», де грав у дублюючому складі.
Другу половину сезону 2020/21 Пірінгер провів в оренді в клубі «Вюрцбургер Кікерс». Влітку того року він повернувся до «Фрайбурга» але одразу був відправлений у нову оренду. Цього разу до клубу Другої Бундесліги «Шальке 04». З яким в першому ж сезоні виграв турнір Другої Бундесліги. У травні 2022 року «Шальке» скористався опцією викупу контракту нападника. Але в Бундеслізі Пірінгер так і не зіграв, а вже в липні 2022 року був відправлений в оренду до клубу Другої Бундесліги «Падерборн 07».
Влітку 2023 року нападник перейшов до «Гайденгайма», у складі якого дебютував у Бундеслізі. 19 серпня 2023 року Пірінгер вийшов на поле з перших хвилин у матчі проти «Вольфсбурга».

## Досягнення
Шальке 04
- Переможець Другої Бундесліги: 2021/22